# Das Geheimnis der Amaryllis
Das Geheimnis der Amaryllis ist ein Spielfilm von Frederick King Keller aus dem Jahr 1982. Bei der Produktion der Amaryllis Company handelt es sich um eine Verfilmung des Romans The Eyes of the Amaryllis (dt.: Die Augen der Amaryllis) aus dem Jahr 1977 von Natalie Babbitt. Der Film kam in Deutschland nicht in die Kinos und wurde am 2. April 1983 in der ARD erstmals ausgestrahlt.

## Handlung
Dreißig Jahre ist es her, seit das Segelschiff „Amaryllis“ in einem Hurrikan versank. Geneva Reade, die Witwe des Kapitäns, wartet immer noch auf ein Zeichen ihres Mannes vom Grunde des Meeres. All die Jahre hat sie sich dem Drängen ihrer Familie widersetzt, ihr einsames Haus an der Küste aufzugeben. Als ihre Enkelin Jenny, die ihre Großmutter wegen eines gebrochenen Knöchels unterstützen soll, zu Besuch kommt, gerät auch diese in den Bann der geheimnisvollen Atmosphäre an der Küste. Eines Nachts kommt tatsächlich ein Zeichen in Form der angespülten Galionsfigur des Schiffes, einem Ebenbild der damals jungen Braut des Kapitäns, mit einer Amaryllisblüte im Haar. Doch die See verlangt die Figur zurück, da das Schiff sonst ohne seine Augen den Weg am Meeresgrund nicht mehr finden könne. Die alte Frau weigert sich, das Pfand wieder herauszugeben, worauf sich das Wetter verschlechtert. Erst als der Sturm das Haus verwüstet und der unmittelbare Untergang droht, gibt sie die Figur widerstrebend wieder frei, wonach sich das tobende Meer beruhigt. Am Morgen beschließt sie, dem Drängen ihres Sohnes George nachzugeben und ihm in die nahe Stadt zu folgen. Was die See aber nun anspült – ist eine rote Amaryllis ...

## Kritik
„Um 1880 wird ein elfjähriges Mädchen an der Küste Neu-Englands in geheimnisvolle und fantastische Ereignisse um seine Großmutter verwickelt, die seit 30 Jahren auf ein Zeichen ihres ertrunkenen Mannes wartet. Eine stimmungsvolle, gut fotografierte Geschichte mit Elementen des Schauerromans, in die ein Appell für gegenseitige menschliche Annahme und die Einheit von Mensch und Natur einfließt. Die inhaltliche Aussage tritt oft gegenüber dem formalen Ehrgeiz zurück.“

## Hintergrund
Der Film wurde auf Nantucket Island im US-Bundesstaat Massachusetts gedreht. Für Frederick King Keller war es nach Tuck Everlasting (1981) (dt.: Die unsterblichen Tucks) schon die zweite Verfilmung eines Stoffes von Natalie Babbitt. Hinter dem Pseudonym „Frederick O´Harra“, einem der Drehbuchautoren, verbarg sich der amerikanische Fernsehpionier Frederick A. Keller, der Vater des Regisseurs.

## Veröffentlichung
Nach der der deutschen Erstausstrahlung am 2. April 1983 in der ARD wurde der Film am 26. Oktober 1984 dort erstmals wiederholt. 
Die englischsprachige Originalfassung in einer Länge von 94 Minuten wurde am 27. Juni 1995 von Family Home Entertainment als VHS-Kassette veröffentlicht. Eine deutschsprachige Version ist am 16. April 2021 auf DVD erschienen; die ursprüngliche Synchronfassung, die vom Sender aus lizenzrechtlichen Gründen gelöscht werden musste, konnte für diese Veröffentlichung aus einem Videomitschnitt rekonstruiert werden.